# Pathardi
Pathardi é uma cidade  no distrito de Ahmadnagar, no estado indiano de Maharashtra.

## Geografia
Pathardi está localizada a 19° 10′ N, 75° 11′ L. Tem uma altitude média de 533 metros (1748 pés).

## Demografia
Segundo o censo de 2001, Pathardi tinha uma população de 22,827 habitantes. Os indivíduos do sexo masculino constituem 52% da população e os do sexo feminino 48%. Pathardi tem uma taxa de literacia de 72%, superior à média nacional de 59.5%: a literacia no sexo masculino é de 79% e no sexo feminino é de 64%. Em Pathardi, 13% da população está abaixo dos 6 anos de idade.